# Орден Национального освобождения
Орден Национального освобождения (сербохорв. Орден народног ослобођења / Orden narodnog oslobođenja, макед. Орден на народното ослободување, словен. Red ljudske osvoboditve) — награда Социалистической Федеративной Республики Югославии, пятая по важности.

## Описание
Орден учреждён Верховным командующим НОАЮ Иосипом Брозом Тито 15 августа 1943 Указом «О наградах в Народно-освободительной армии Югославии». Орденом Национального освобождения награждались гражданские лица за особые заслуги в организации Народно-освободительного движения и создании и развитии СФРЮ. Разработкой внешнего вида ордена занимался Антун Августинчич.
Как и первые экземпляры наград СФРЮ, экземпляр Ордена Национального освобождения разрабатывался сначала в СССР, а затем на загребском заводе ИКОМ. Носился на левой стороне груди, на одежду крепился при помощи винта с гайкой, хотя сам не имел ленту (первый русский экземпляр поставлялся с лентой).
Орденом были награждены 262 человека с 1945 по 1947 годы, среди них был 21 иностранный гражданин. Единственным человеком, дважды награждённым этим орденом, стал Никола Грулович.